# Dasyprocta coibae
Dasyprocta coibae é uma espécie de roedor da família Dasyproctidae.
É endêmica do Panamá, onde pode ser encontrada apenas na ilha de Coiba.